# Paraphaeosphaeria recurvifoliae
Paraphaeosphaeria recurvifoliae är en svampart som beskrevs av Hyang B. Lee, K.M. Kim & H.S. Jung 2005. Paraphaeosphaeria recurvifoliae ingår i släktet Paraphaeosphaeria och familjen Montagnulaceae.   Inga underarter finns listade i Catalogue of Life.